# Émile Jaques-Dalcroze

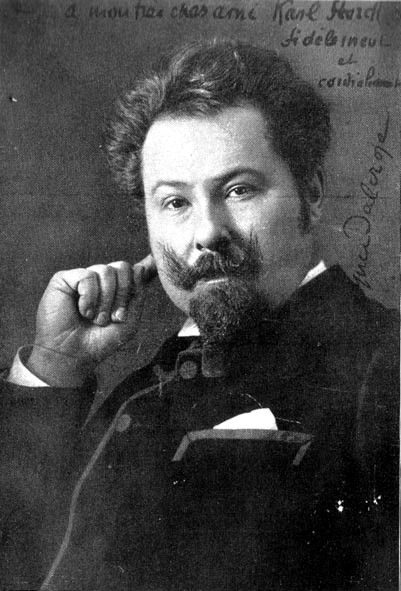
Émile Jaques-Dalcroze

Émile Jaques-Dalcroze (Wenen, 6 juli 1865 – Genève, 1 juli 1950) was een Zwitserse componist en muziekpedagoog die aan de basis ligt van de dalcroze-eurythmiek.

## Biografie
Émile Jaques werd geboren op 6 juli 1865 in Wenen. Later adopteerde hij de naam Émile Jaques-Dalcroze. Zijn moeder, Julie Jaques was een muziekleerkracht in een Pestalozzi-school en zijn vader was een Zwitserse klokkenverkoper. De alternatieve leermethode via zijn moeder heeft een grote invloed gehad op Dalcroze in zijn carrière als muziekleerkracht en pedagoog. In 1875 verhuisde het gezin naar Genève.
Tussen 1884 en 1887 verhuisde Dalcroze naar Parijs. Hier volgde hij verschillende opleidingen. Dalcroze studeert het acteren bij Talbot oftewel Denis Stanislas Montaland, een oud-acteur bij de Comédie-Française. Als componist studeert Dalcroze bij Antoine François Marmontel, Gabriel Fauré en Léo Delibes.